# Carel de Maets
Carolus de Maets (Utrecht, 1640 – Leiden, 29 januari 1690) was hoogleraar in de scheikunde aan de Universiteit van Leiden vanaf 1672.
Carel de Maets was de zoon van theoloog en hoogleraar Carolus de Maets en diens tweede vrouw, Anna Duvelaer. De Maets was de allereerste hoogleraar in de scheikunde, tot dan toe nauwelijks erkend als wetenschap, en had de beschikking over een van de eerste universitaire chemische laboratoria in Nederland (in 1669 werd er al een in Utrecht geopend). Hoewel de chemie op dat moment echt erkend werd als wetenschap, stond deze nog wel ten dienste van wetenschappen als geneeskunde, bijvoorbeeld bij de bereiding van medicijnen.
Hoewel het woord laboratorium groots klinkt, was dit slechts voor de hoogleraar zelf bedoeld. Het werd studenten niet toegestaan om experimenten uit te voeren.
In Utrecht is een 'Alumnivereniging voor Utrechtse Chemici' met de naam Carolus de Maets. Zij houden ieder jaar een Caroluslezing.